# Good Charlotte
Good Charlotte é uma banda de rock norte-americana originária de Waldorf, Maryland. A banda foi formada em 1996, pelos gêmeos Benji e Joel Madden. Eles lançaram seu primeiro álbum no ano 2000, e alcançaram o sucesso com o lançamento do segundo álbum, The Young and the Hopeless, de 2002, onde emplacaram os singles de sucesso, Lifestyles of the Rich and Famous, The Anthem, Girls & Boys e Hold On. A banda seguiu com The Chronicles of Life and Death em 2004, com os sucessos Predictable e I Just Wanna Live.
Em 1 de setembro de 2011, a banda anunciou um hiato por um longo período., e em novembro de 2015, a banda anunciou sua volta. Em 2016, lançaram Youth Authority, e em 2018, lançam seu último álbum, até então, Generation Rx. Além disso, lançaram duas compilações: Greatest Remixes em 2008, e Greatest Hits em 2010.

## Biografia

### Formação e inicio
Os gémeos idênticos Benji e Joel Madden, nasceram em 11 de março de 1979, e cresceram numa família de classe média em Waldorf, Maryland. O irmão mais velho dos dois, Josh Madden, influenciou-os com algumas bandas que ele gostava, como, Rancid, Green Day, Sex Pistols, The Cure,The Misfits,The Smiths, Ramones, Beastie Boys, entre outras. Em 1996, com o desejo de ter uma banda, Benji e Joel se juntaram aos seus colegas do ensino médio Paul Thomas, que tocava baixo, e Aaron Escolopio que tocava bateria, e começaram a ensaiar nas horas vagas, com Benji na guitarra, e Joel nos vocais. A banda se autodenominou "Good Charlotte", em homenagem ao livro infantil Good Charlotte: Girls of the Good Day Orphanagede, de Carol Beach York.
Após concluírem o ensino médio em 1997, Benji e Joel se mudaram para Annapolis, Maryland, onde começaram a se apresentar em bares e festas. O guitarrista Billy Martin foi a um desses shows, tornou-se amigo dos irmãos, e se juntou a banda. Eles se concentraram em conseguir um contrato de gravação, lendo livros e revistas que os ajudassem a atingir esse objetivo, já que eles não tinham nenhum contato com pessoas que trabalhavam na indústria musical. Eles escreveram várias músicas, gravaram uma demo, e enviaram para algumas gravadoras com uma carta de apresentação.
A banda começou a chamar atenção, se apresentando no HFStival em 1998, que levou a um convite para abrir shows de bandas já conhecidas, como, Lit, Save Ferris e Bad Religion. No final de 1999, eles estiveram em Nova York, abrindo o show da banda Lit, e aproveitaram para entregar em mãos uma nova demo as gravadoras.

### Primeiro álbum e troca de integrantes
Após receberem propostas de alguns selos, um acordo de gravação foi firmado com a Epic Records e a Daylight Records, em maio de 2000, e o álbum de estreia Good Charlotte, foi lançado no mercado em 26 setembro do mesmo ano. Em novembro de 2000, o videoclipe da faixa "Little Things" começou a ser exibido em canais de videoclipes. Em março de 2001, "Little Things" foi lançado como single. Entre março e maio de 2001, o grupo saiu em turnê com a banda MxPx. 
Depois da turnê, Escolopio deixou o grupo e foi substituído por Nate Foutz, que permaneceu com o grupo por seis semanas antes de Dusty Bill substituí-lo. Em agosto, "The Motivation Proclamation" foi lançado como o segundo single, seguido por "Festival Song". Apesar do baixo desempenho, os singles ajudaram o álbum a vender consistentemente 3.000 cópias por semana, e posteriormente recebeu certificação de ouro nos EUA, por 500.000 cópias vendidas.

### O sucesso deThe Young And The Hopeless
"Lifestyles of the Rich & Famous" foi lançado como o primeiro single do segundo álbum, em 13 de agosto 2002, e seu videoclipe estreou no Total Request Live da MTV. Esse se tornou o primeiro sucesso da banda, alcançando o número 20 na Billboard Hot 100 dos EUA, atingindo o top 40 na Austrália e Nova Zelândia. O videoclipe foi indicado ao MTV Video Music Awards de 2003 nas categorias de Melhor Vídeo de Grupo, Melhor Vídeo de Rock e Escolha da Audiência.
O segundo álbum da banda The Young And The Hopeless, foi lançado em 1º de outubro de 2002, e estreou em sétimo lugar na Billboard 200 dos EUA, com 117.000 cópias vendidas na primeira semana. O álbum seguiu produzindo singles de sucesso, "The Anthem" alcançou a posição 43 na Billboard Hot 100, seguido por "Girls & Boys" que alcançou a posição 48, "Hold On" que alcançou a posição 63, e "The Young & the Hopeless" que alcançou a posição 28 no Alternative Airplay da Billboard. O álbum vendeu mais de 3,5 milhões de cópias nos EUA, e foi certificado como tripla platina pela RIAA.
Em 2003, Aaron saiu para formar outra banda com seu irmão. A banda ficou sem um baterista titular, tocando com Dusty Brill e, depois, Josh Freese, até que a banda The Used, indicou o baterista Chris Wilson, que entrou para o grupo. Entre setembro e novembro, o grupo embarcou em uma turnê como atração principal nos Estados Unidos.

### The Chronicles Of Life And Death e Good Morning Revival
Em 5 de outubro de 2004, a banda lança seu terceiro álbum The Chronicles Of Life And Death., que estreou em terceiro lugar na Billboard 200, vendendo 199.000 cópias em sua semana de lançamento, e rendeu os singles Predictable, I Just Wanna Live, The Chronicles Of Life And Death e We Believe. Em 13 de novembro, o álbum foi lançado no formato DualDisc, que Incluiu um making-of das gravações e apresentações ao vivo. O álbum vendeu 1,1 milhão de cópias nos Estados Unidos, e foi certificado como platina pela RIAA.
Em maio de 2005, Chris deixou a banda, pois tinha "problemas pessoais de saúde". O baterista Dean Butterworth substituiu Chris. Entre maio e junho, eles fizeram uma turnê pelos Estados Unidos com a banda Simple Plan, intitulada "Noise to the World Tour".
O quarto álbum de estúdio da banda Good Morning Revival, foi lançado em março de 2007, e apresentou um som diferente dos álbuns anteriores, misturando música eletrônica com o rock, e se afastando das nuances sombrias de seus trabalhos anteriores. Em setembro de 2006, o single "Keep Your Hands off My Girl" foi postado no site do grupo, e em 28 de outubro, o videoclipe foi lançado. "The River", com participação do vocalista do Avenged Sevenfold, M. Shadows, e do guitarrista Synyster Gates, foi lançado em 4 de janeiro de 2007, e atingiu a posição 39 na Billboard Hot 100, seguido de "Dance Floor Anthem", que obteve o melhor desempenho nas paradas, atingindo a posição 25 na Hot 100, e  "Misery" que alcançou a posição 24 na Austrália. O álbum vendeu 66.000 cópias em sua primeira semana, estreando na sétima posição na Billboard 200, e vendeu 314.000 cópias.
Em agosto de 2007, embarcaram na turnê FutureSex/LoveShow de Justin Timberlake, como banda de abertura. Em 2008, fizeram uma participação no telefilme da série iCarly, "iGo to Japan". Em julho e agosto do mesmo ano, o grupo saiu em uma turnê pelos EUA com as bandas Boys Like Girls e Metro Station.

### Cardiology e Greatest Hits
Em 27 de outubro de 2010, a banda lança Cardiology, seu quinto álbum de estúdio, que retorna ao som pop punk dos lançamentos anteriores. O álbum estreou no número 31 na Billboard 200. Na Austrália. os singles tiveram um bom desempenho, "Like It's Her Birthday" chegou a sétima posição, "Sex on the Radio" alcançou a posição 26, e "Last Night" alcançou a posição 27. Todos foram certificados como platina pela ARIA, e o álbum recebeu certificação de Ouro.
Em 5 de novembro de 2010, a banda lançou seu Greatest Hits para a Austrália, abrangendo 16 singles dos quatro álbuns. A compilação foi lançada posteriormente nos EUA em 6 de janeiro de 2011. 
Em 1 de setembro de 2011, Good Charlotte anunciou um hiato através de uma entrevista à Rolling Stone. Em 3 de novembro de 2015, a banda anunciou o fim do hiato através da Alternative Press.

## Integrantes

### Formação atual
- Joel Reuben Madden - Vocal
- Benjamin Levi Madden - Guitarra e Vocal
- Billy Dean Martin - Guitarra e Teclado
- Paul Anthony Thomas - Baixo
- Dean Butterworth - Bateria

### Ex-integrantes
- Aaron Escolopio - Bateria
- Chris Wilson - Bateria

## Discografia

### Álbuns
| Álbum                            | Lançamento             | Editora                       | Billboard 200 | Vendas EUA | UK Albums Chart | Vendas Reino Unido |
| Good Charlotte                   | 26 de Setembro de 2000 | Epic Records Daylight Records | 185           | Ouro       | 194             | Prata              |
| The Young and the Hopeless       | 1 de Outubro de 2002   | Epic Records Daylight Records | 7             | 3× Platina | 15              | Platina            |
| The Chronicles of Life and Death | 5 de Outubro de 2004   | Epic Records Daylight Records | 3             | Platina    | 8               | Ouro               |
| Good Morning Revival             | 27 de Março de 2007    | Epic Records Daylight Records | 7             | -          | 13              | Prata              |
| Cardiology                       | 2 de Novembro de 2010  | Capitol Records               | 31            | -          | 63              | -                  |
| Youth Authority                  | 15 de Julho de 2016    | MDDN                          |               |            |                 |                    |
| Generation RX                    | 14 de Setembro de 2018 | MDDN BMG                      |               |            |                 |                    |

### Singles
| Ano  | Canção                                            | Gráfico de posições | Gráfico de posições | Gráfico de posições | Gráfico de posições | Gráfico de posições | Gráfico de posições | Gráfico de posições | Gráfico de posições | Álbum                            |
| Ano  | Canção                                            | E.U.                | E.U. Pop            | E.U. Mod. Rock      | RU                  | AUS                 | ITA                 | ALE                 | NZ                  | Álbum                            |
| ---- | ------------------------------------------------- | ------------------- | ------------------- | ------------------- | ------------------- | ------------------- | ------------------- | ------------------- | ------------------- | -------------------------------- |
| 2001 | "Little Things"                                   | –                   | –                   | 23                  | –                   | 61                  | –                   | –                   | –                   | Good Charlotte                   |
| 2001 | "The Motivation Proclamation"                     | 65                  | –                   | –                   | –                   | 78                  | –                   | –                   | –                   | Good Charlotte                   |
| 2001 | "The Click"                                       | Apenas videoclipe   | Apenas videoclipe   | Apenas videoclipe   | Apenas videoclipe   | Apenas videoclipe   | Apenas videoclipe   | Apenas videoclipe   | Apenas videoclipe   | Good Charlotte                   |
| 2001 | "Festival Song"                                   | –                   | –                   | –                   | –                   | –                   | –                   | –                   | –                   | Good Charlotte                   |
| 2002 | "Lifestyles of the Rich & Famous"                 | 20                  | –                   | 11                  | 8                   | 17                  | 48                  | 27                  | 33                  | The Young and the Hopeless       |
| 2003 | "The Anthem"                                      | 43                  | –                   | 10                  | 10                  | 14                  | 42                  | 52                  | 27                  | The Young and the Hopeless       |
| 2003 | "Girls & Boys"                                    | 48                  | –                   | –                   | 6                   | 33                  | 34                  | 47                  | 25                  | The Young and the Hopeless       |
| 2003 | "The Young & the Hopeless"                        | –                   | –                   | 28                  | 34                  | –                   | –                   | –                   | –                   | The Young and the Hopeless       |
| 2003 | "Hold On"                                         | 63                  | –                   | –                   | 34                  | –                   | –                   | 67                  | –                   | The Young and the Hopeless       |
| 2004 | "Predictable"                                     | –                   | –                   | 28                  | 9                   | 15                  | 53                  | 29                  | 27                  | The Chronicles of Life and Death |
| 2005 | "I Just Wanna Live"                               | 51                  | 29                  | –                   | 9                   | 12                  | 9                   | 19                  | 6                   | The Chronicles of Life and Death |
| 2005 | "The Chronicles of Life and Death"                | 19                  | 67                  | 2                   | 12                  | 31                  | 12                  | 22                  | 46                  | The Chronicles of Life and Death |
| 2005 | "We Believe"                                      | –                   | –                   | –                   | –                   | –                   | –                   | 38                  | –                   | The Chronicles of Life and Death |
| 2007 | "The River" (feat. M. Shadows & Synyster Gates)   | 39                  | 39                  | 38                  | 108                 | –                   | –                   | 40                  | –                   | Good Morning Revival             |
| 2007 | "Keep Your Hands off My Girl"                     | X                   | X                   | X                   | 23                  | 5                   | 12                  | 32                  | 20                  | Good Morning Revival             |
| 2007 | "Dance Floor Anthem (I Don't Want to Be in Love)" | 25                  | 13                  | –                   | –                   | 2                   | –                   | –                   | 11                  | Good Morning Revival             |
| 2007 | "Misery"                                          | X                   | X                   | X                   | –                   | 24                  | –                   | –                   | –                   | Good Morning Revival             |
| 2008 | "Where Would We Be Now"                           | –                   | –                   | –                   | –                   | –                   | –                   | –                   | –                   | Good Morning Revival             |
| 2010 | "Like It's Her Birthday"                          | –                   | –                   | –                   | –                   | –                   | –                   | –                   | –                   | Cardiology                       |
| 2011 | "Sex On The Radio"                                | –                   | –                   | –                   | –                   | –                   | –                   | –                   | –                   | Cardiology                       |
| 2011 | "Last Night"                                      | –                   | –                   | –                   | –                   | –                   | –                   | –                   | –                   | Cardiology                       |